# David J. Francis
David John Francis (Kenema, 5 de outubro de 1965) é um político, acadêmico e autor de Serra Leoa, ocupando o cargo de Ministro-chefe entre 30 de abril de 2018 e 30 de abril de 2021. Francis foi o primeiro a assumir o posto desde que o cargo foi abolido em 1978.
Antes de assumir o cargo, foi professor na Universidade de Bradford, onde foi coordenador da UNESCO. É autor de nove livros e mais de 50 artigos em jornais.
Francis nasceu e foi criado em Kenema no Leste de Serra Leoa, pertencente a etnia Mende.